# Charliella
Charliella es un género de foraminífero bentónico de la Subfamilia Biseriammininae,  de la Familia Biseriamminidae, de la Superfamilia Palaeotextularioidea, del Suborden Fusulinina y del Orden Fusulinida. Su especie tipo es Charliella rossae. Su rango cronoestratigráfico abarca desde el Midiense (Pérmico medio) hasta el Wuchiapingiense (Pérmico superior).

## Discusión
Clasificaciones más recientes incluyen Charliella en la Subfamilia Globivalvulininae, de la Familia Globivalvulinidae, de la Superfamilia Globivalvulinoidea, del Suborden Endothyrina, del Orden Endothyrida, de la Subclase Fusulinana y de la Clase Fusulinata.

## Clasificación
Charliella incluye a las siguientes especies:
- Charliella altineri †
- Charliella migrantis †, también considerada como Crescentia migrantis
- Charliella rossae †